# Lance Ten Broeck
Lance Ten Broeck (Chicago, 21 maart 1956 – West Palm Beach (Florida), 30 april 2023) was een Amerikaanse golfprofessional. Hij speelde op de Nationwide Tour, de PGA Tour en de Champions Tour.
Lance groeide op in Beverly, net buiten Chicago. Hij studeerde aan de University of Texas en speelde college golf in  1975 en 1976. Hij won onder meer de Massingill Trophy in 1975. 

## Professional
Ten Broeck werd in 1977 professional. Op de PGA Tour speelde hij 349 toernooien, waarbij hij 159 keer de cut haalde, waardoor hij zich nooit meer hoeft te kwalificeren voor een PGA Toernooi. Hij eindigde tien keer in de top-10 maar won nooit.  
Toen hij in 1998 met spelen stopte, werd hij caddie. Zijn beste jaarinkomen als caddie was hoger dan zijn beste jaar als speler. Hij werkte onder meer voor Robert Allenby en Jesper Parnevik. Tien jaar later begon hij op de Champions Tour te spelen. 
Ten Broeck woonde op het eiland Singer in Florida.
Hij overleed op 67-jarige leeftijd.

### Gewonnen
- 1984: Magnolia State Classic, Illinois Open Championship